# Fritz Ehlotzky (Grafiker)
Fritz Ehlotzky (* 24. Mai 1886 in Mistek, Mähren, Österreich-Ungarn; † vermutlich 1942) war ein österreichischer Grafiker, Holzschneider und Autor. Er gestaltete im Auftrag des Otto Maier Verlag, Ravensburg, mehrere Brettspiele der Elo-Reihe, darunter den Klassiker Fang den Hut (1927), die Pachisi-Variante Mir kann keiner! (1928) und das Würfelspiel Grosse Walze (um 1929).

## Schriften
- mit Max Bucherer: Der Original-Holzschnitt. Eine Einführung in sein Wesen und seine Technik. Reinhardt, München 1922, DNB 57926808X.
- Leichte Holzarbeit. Eine Anleitung zur Selbstherstellg von kleinen Zier- und Gebrauchsgegenständen. Maier, Ravensburg 1926, DNB 573927774
- Gebrauchsformen aus Papier und Pappe. Anregungen zu eigener Arbeit. Maier, Ravensburg 1926, DNB 573927766.
- Das Herstellen von Holzspielzeug mit einfachen Mitteln. Maier, Ravensburg 1929, DNB 57272036X.
- Wir bauen unser Haus. Eine praktische Anleitung zur Mit- und Selbsthilfe beim Kleinhausbau. Maier, Ravensburg 1934, DNB 579710378

## Belege
1. ↑  Bundesarchiv R 9361-V/99601
2. ↑  Fritz Ehlotzky auf schmidt-auktionen.de
3. ↑  Fang den Hut! In: Erwin Glonnegger: Das Spiele-Buch. Brett- und Legespiele aus aller Welt – Herkunft, Regeln und Geschichte. Drei Magier, Uehlfeld 1999, ISBN 3-9806792-0-9, S. 23–24.
4. ↑  Mir kann keiner! In: Erwin Glonnegger: Das Spiele-Buch. Brett- und Legespiele aus aller Welt – Herkunft, Regeln und Geschichte. Drei Magier, Uehlfeld 1999, ISBN 3-9806792-0-9, S. 17.
5. ↑  Grosse Walze (Memento des Originals vom 9. August 2016 im Internet Archive)  Info: Der Archivlink wurde automatisch eingesetzt und noch nicht geprüft. Bitte prüfe Original- und Archivlink gemäß Anleitung und entferne dann diesen Hinweis. auf vintique-toys.de

| Personendaten    | Personendaten                       |
| ---------------- | ----------------------------------- |
| NAME             | Ehlotzky, Fritz                     |
| KURZBESCHREIBUNG | österreichischer Grafiker und Autor |
| GEBURTSDATUM     | 24. Mai 1886                        |
| GEBURTSORT       | Mistek, Mähren, Österreich-Ungarn   |
| STERBEDATUM      | unsicher: 1942                      |